# Leporacanthicus triactis
Leporacanthicus triactis är en fiskart som beskrevs av Isbrücker, Nijssen och Leo G. Nico 1992. Leporacanthicus triactis ingår i släktet Leporacanthicus och familjen Loricariidae. Inga underarter finns listade i Catalogue of Life.